# Герб Албании
Герб Албании представляет собой чёрного двуглавого орла под историческим шлемом Скандербега с нашлемником в виде козлиной головы на красном щите.

## История герба
Двуглавый орёл как символ свободы и независимости известен в Албании с XV века. Он фактически повторял герб Византии, противостоявшей, как и албанские княжества, турецкой агрессии.
Такой же орёл на желтом щите под белой шестиконечной звездой изображался на гербе феодального рода Кастриоти. Один из представителей этого рода — видный государственный деятель и военачальник Скандербег — возглавил в 1443 году борьбу за объединение Албании и сохранение её независимости и в течение четверти века успешно отражал турецкие нашествия.
Эмблема орла приобрела большую популярность, ибо согласно легендам албанцы считали себя потомками орлов, а сама
страна на албанском языке и поныне именуется Шкиперия — «Страна орлов». Хотя после смерти Скандербега Албания попала на четыре с половиной столетия под турецкое иго, орёл и красно-чёрные цвета остались в сознании народа национальными символами.
Когда же в результате народного антитурецкого восстания в 1912 году Албании удалось обрести полную независимость и международное признание, её гербом стал герб Скандербега. Со временем орёл на гербе принял теперешний вид. В 1926 году на гербе появился золотой шлем Скандербега.
После освобождения от немецкой оккупации в 1944 году к власти пришли коммунисты, провозгласившие курс на строительство социализма. Эти изменения были отражены во флаге и гербе, принятых в 1946 году.
На гербе орла и звезду окружает венок из пшеничных колосьев (сельское хозяйство остается главной отраслью албанской экономики, а пшеница является главной продовольственной культурой). Венок символизирует мирный созидательный труд народа, он перевит красной лентой с датой «24 мая 1944 года». В этот день в освобожденном Народно-освободительной армией городе Пермети был созван первый антифашистский национально-освободительный конгресс, где были избраны первые органы народной власти Албании.
В 1991 году Албания вернулась к традиционному изображению чёрного двуглавого орла на красном щите с историческим шлемом Скандербега с нашлемником в виде козлиной головы.
|  | Герб Княжества Албания 1914—1925 |
|  | Герб Албанской Республики 1925—1928 |
|  | Герб Королевства Албания 1928—1939 |
|  | Герб Албании во время итальянской оккупации |
|  | Герб Народной Социалистической Республики Албания 1946—1992 Герб Народной Социалистической Республики Албания представляет собой изображение чёрного двуглавого орла, обрамлённого двумя пучками колосьев пшеницы, которые имеют наверху пятиконечную красную звезду, а внизу перевязаны красной лентой, на которой написана дата «24 мая 1944». |
|  | Герб Албании 1992—1998 |